# 르쉬르털박쥐
르쉬르털박쥐(Cistugo lesueuri)는 털박쥐과에 속하는 박쥐의 일종이다. 지중해성 관목 식생 지대의 건조한 사바나 지역과 레소토와 남아프리카공화국의 뜨거운 사막 지역에서 발견된다. 서식지 감소로 멸종 위협을 받고 있다.

## 특징
작은 박쥐로 전체 몸길이가 88~107mm이고 전완장이 32~38mm, 꼬리 길이는 43~45mm이다. 발 길이는 6~8mm, 귀 길이는 11~14mm, 몸무게는 최대 9g이다. 부드럽고 적당한 길이의 털이 무성하게 덮여 있다. 등쪽은 누르스름한 오렌지색과 누르스름한 갈색, 연한 갈색부터 적갈색까지 다양하지만 배쪽은 좀더 밝다. 핵형은 2n=50, FNa=48이다.

## 생태
수원지 근처 바위틈에서 적어도 수십 마리씩 다른 무리와 함께 섞여 은신한다. 포식 활동은 해가 진 이후에 시작한다. 리프트밸리열 바이러스의 매개체로 추정하고 있다. 먹이는 곤충이다. 10월과 12월 사이 레소토에서 새끼를 밴 암컷이 포획된다. 한 번에 한 마리의 새끼를 낳는다.

## 분포 및 서식지
남아프리카공화국 웨스턴케이프주와 노던케이프주, 프리스테이트주, 레소토에서 널리 분포한다. 수원지 근처 산지 초원과 피보스 지역에서 서식한다.